# Pedilochilus obovatus
Pedilochilus obovatus är en orkidéart som beskrevs av Johannes Jacobus Smith. Pedilochilus obovatus ingår i släktet Pedilochilus och familjen orkidéer. Inga underarter finns listade i Catalogue of Life.